# برايان غلانفيل
برايان غلانفيل (بالإنجليزية: Brian Glanville) (24 سبتمبر 1931 في المملكة المتحدة)؛ كاتب، صحفي وروائي بريطاني.

## روابط خارجية
- برايان غلانفيل على موقع IMDb (الإنجليزية)
- برايان غلانفيل على موقع قاعدة بيانات الفيلم (الإنجليزية)